# 860년

## 연호
- 당(唐) 대중(大中) 14년 / 함통(咸通) 원년
- 일본(日本) 조간(貞観) 2년

## 기년
- 당(唐) 의종(懿宗) 원년
- 신라(新羅) 헌안왕(憲安王) 4년
- 발해(渤海) 대건황(大虔晃) 3년

## 사건
- 왕이 신하들과 함께 연회를 할 때 왕족 응렴이를 등용함.
- 응렴, 헌안왕의 장녀와 혼인을 맺음.